# Amba (lengua)
Amba (también llamada aba, nembao o nebao) es la lengua principal de la isla de Utupua, en la provincia más oriental de las Islas Salomón.

## Nombre
Los hablantes llaman a su propia lengua amba, con la m prenasalizada, lo cual se puede transliterar como amba o aba, dependiendo de las convenciones de pronunciación, que no han sido fijadas para estas lenguas.
Sin embargo, los hablantes de asumboa, una lengua en contacto, designan esta lengua como nembao (también con la m prenasalizada).